# Коста, Дуглас
Ду́глас Ко́ста де Со́уза (порт.-браз. Douglas Costa de Souza; род. 14 сентября 1990, Сапукая-ду-Сул, Риу-Гранди-ду-Сул, Бразилия) — бразильский футболист, полузащитник клуба «Сидней». Выступал за сборную Бразилии. Участник чемпионата мира 2018.

## Клубная карьера

### «Гремио»
Дуглас Коста подписал свой первый профессиональный контракт с клубом «Гремио» в 2008 году. Соглашение было рассчитано на 5 лет. В своём дебютном матче забил гол, который помог его команде обыграть «Ботафого» (2:1).Вскоре в возрасте 20 лет он был добавлен в трансферный список донецкого «Шахтёра»

### «Шахтёр» (Донецк)

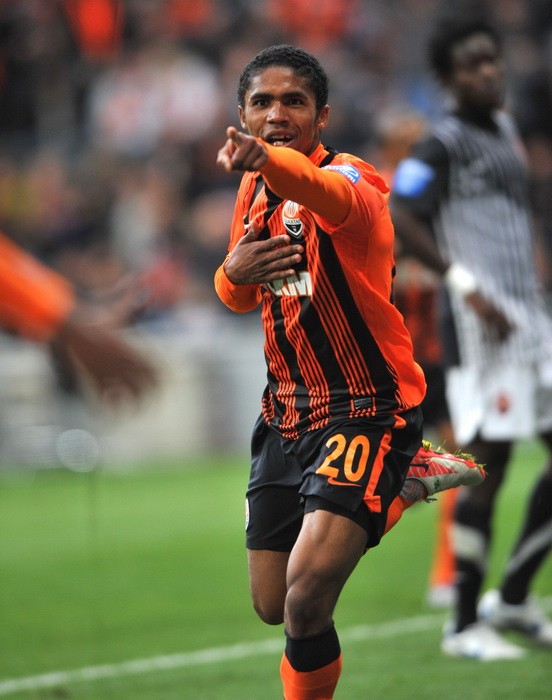
Коста в игре за «Шахтер» в 2011 году

10 января 2010 года Дуглас Коста перешёл в украинский клуб «Шахтёр» Донецк за 6 млн евро почти в одно и то же время вместе со своим одноклубником по сборной Алексом Тейшейрой. 10 января 2010 года Коста подписал пятилетний контракт с донецким «Шахтером» на сумму 6 миллионов евро. Его дебют состоялся 18 февраля 2010 года в матче Лиги Европы УЕФА с английским «Фулхэмом», в котором «Шахтер» проиграл 2:1. Он вышел на замену на 75-й минуте, заменив Жадсона. Его дебют на полях Украины состоялся в ответном матче 25 февраля; он вышел на 53-й минуте матча, заменив Виллиана. Свой первый гол за клуб он забил 14 марта 2010 года в матче против харьковского «Металлиста». 25 апреля Дуглас Коста забил гол в победном матче против одесского «Черноморца» 3:0. В сезоне 2010 хорошо влился в команду и зарекомендовал себя как мастер штрафных ударов.
Первый матч Косты в сезоне 2010/11 произошёл 4 июля в матче за Суперкубок страны в матче против «Таврии», где «Шахтёр» разгромил соперника 7:1. 28 сентября он забил пенальти в матче Лиги чемпионов УЕФА в ворота португальской «Браги», а «Шахтер» праздновал победу со счётом 3:0. 2011 год для него выдался ещё более удачным. Сначала он дошёл с клубом до 1/4 Лиги чемпионов УЕФА, проиграв «Барселоне» в двух матчах, а потом выиграл чемпионат Украины. «Шахтер» за сезон, помимо чемпионства, сумел завоевать Кубок и Суперкубок Украины. В общей сложности за сезон забил 7 мячей в 42 матчах.
Сезон 2011/12 «Шахтер» начал 5 июля с поражения в Суперкубке от киевского «Динамо» со счётом 1:3. Коста отыграл все 90 минут. По итогам сезона «Шахтер» выиграл Премьер-лигу и Кубок Украины — третий успех Косты в Премьер-лиге за третий год в составе клуба. Он сыграл 34 матча, забив шесть голов. 27 матчей и все шесть голов были забиты в чемпионате.
Сезон 2012/13 Коста начал с гола «Шахтера» в ворота донецкого «Металлурга» в Суперкубке, клуб выиграл со счётом 2:0. Это его вторая победа в Суперкубке с «Шахтером». Свой первый гол в сезоне он забил 3 ноября 2012 года, реализовав пенальти на 20-й минуте в ворота запорожского «Металлурга»; матч закончился 2:0 благодаря позднему голу соотечественника Луиза Адриано. 13 февраля 2013 года Коста забил в ворота дортмундской «Боруссии» в матче Плей-офф Лиги чемпионов УЕФА.
В сезоне 2013/14 он помог клубу выиграть Премьер-лигу.

### «Бавария»

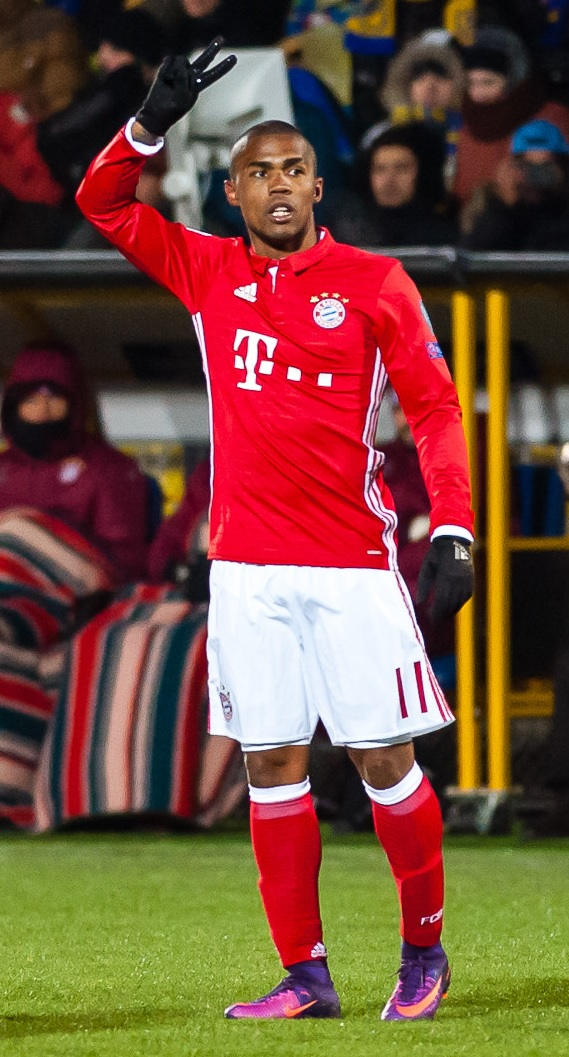
Коста в составе «Баварии» в 2016 году

В летнее трансферное окно 1 июля 2015 года Коста перешёл в «Баварию» за 30 млн евро. Контракт подписан сроком на 5 лет. В «Баварии» выбрал себе игровой номер 11.
Первый гол в Бундеслиге бразилец забил 14 августа 2015 года в ворота «Гамбурга». Мюнхенская команда победила в матче со счетом 5:0, а гол бразильца был 5-м в этой встрече. Он начал сезон в отличной форме и сделал 12 передач в первых 13 играх. Затем он получил мышечную травму и пропустил последние четыре игры перед зимним перерывом. После зимнего перерыва Коста не смог вернуть былую форму. В 27 матчах Бундеслиги Коста забил четыре гола и сделал 14 результативных передач. Коста провёл хороший первый сезон в «Баварии», забив семь голов в 43 матчах во всех соревнованиях. 21 мая 2016 года Коста забил победный удар в серии пенальти против «Боруссии Дортмунд», выиграв финал Кубка Германии 2016 и обеспечив «Баварии» дубль в чемпионате и кубке страны.
В сезоне 2016/17 у «Баварии» сменился главный тренер. Под руководством Пепа Гвардиолы Коста регулярно играл в стартовом составе, но Карло Анчелотти предпочитал Франка Рибери в качестве левого вингера. Коста получил травмы подколенного сухожилия и колена в течение сезона и провёл 34 матча во всех соревнованиях.

### «Ювентус»
12 июля 2017 года Дуглас Коста перешёл в «Ювентус». Туринский клуб арендовал 26-летнего футболиста до 30 июня 2018 года за €6 млн с возможностью последующего выкупа за €40 млн. Сумма может увеличиться на €1 млн при достижении определённых показателей. Коста дебютировал за клуб в суперкубке Италии против «Лацио», выйдя на замену на 56-й минуте матча. В целом продемонстрировал хорошую игру, однако в итоге «Ювентус» уступил римлянам со счётом 2:3.
В конце мая 2018 года Дуглас Коста стал полноправным игроком Ювентуса. «Старая синьора» выкупила игрока у «Баварии» за 46 млн евро, и этот трансфер стал рекордной продажей в истории мюнхенцев. 20 июля 2020 года Коста провел свой 100-й матч за «Ювентус» в игре против «Лацио», туринцы выиграли 2:1.

### Возвращение в «Баварию»
5 октября 2020 года, в последний день летнего трансферного окна мюнхенская «Бавария» объявила о возвращении Косты. Мюнхенцы арендовали его до конца сезона 2020/2021. 16 октября провёл первый матч за новую команду против «Дюрена» в Кубке Германии.

### Возвращение в «Гремио»
21 мая 2021 года вернулся в «Гремио», отправившись в аренду до 30 июня 2022 года.

### «Лос-Анджелес Гэлакси»
10 февраля 2022 года клуб MLS «Лос-Анджелес Гэлакси» взял Косту в шестимесячную аренду у «Гремио» в качестве назначенного игрока с обязательством после завершения аренды подписать с ним 1,5-летний контракт до конца регулярного чемпионата сезона MLS 2023. В высшей лиге США он дебютировал 27 февраля в матче стартового тура сезона 2022 против «Нью-Йорк Сити». 12 марта в матче против «Сиэтл Саундерс» забил свой первый гол в MLS. По окончании сезона 2023 Коста покинул «Лос-Анджелес Гэлакси» в связи с истечением срока контракта.

### «Флуминенсе»
28 января 2024 года Коста вернулся играть на родину, заключив контракт с «Флуминенсе» сроком до июля 2025 года.

## Карьера в сборной
В 2009 году выиграл чемпионат Южной Америки до 20 лет, на турнире забил 3 гола.
В этом же году поехал на чемпионат мира до 20 лет, где вместе с командой занял второе место.
В августе 2010 года Мано Менезес вызвал его на сентябрьский сбор команд в Барселоне.
12 ноября 2014 года дебютировал за сборную в товарищеском матче против Турции. Принял участие в Кубке Америки 2015 в составе сборной Бразилии, на турнире отметившись одним голом и выйдя в трёх матчах на замену. Из-за травмы пропустил Кубок Америки 2016 и был заменён Кака.

## Статистика выступлений

### Клубная
| Клуб             | Сезон            | Лига | Лига | Кубки | Кубки | Континт. | Континт. | Прочие | Прочие | Итого | Итого |
| Клуб             | Сезон            | Игры | Голы | Игры  | Голы  | Игры     | Голы     | Игры   | Голы   | Игры  | Голы  |
| ---------------- | ---------------- | ---- | ---- | ----- | ----- | -------- | -------- | ------ | ------ | ----- | ----- |
| Гремио           | 2008             | 6    | 1    | -     | -     | -        | -        | -      | -      | 37    | 8     |
| Гремио           | 2009             | 22   | 1    | -     | -     | 2        | 0        | 7      | 0      | 40    | 9     |
| Гремио           | Итого            | 28   | 2    | -     | -     | 2        | 0        | 7      | 0      | 77    | 17    |
| Шахтёр           | 2009/10          | 13   | 5    | -     | -     | 2        | 0        | -      | -      | 15    | 5     |
| Шахтёр           | 2010/11          | 27   | 5    | 4     | 0     | 10       | 2        | 1      | 0      | 42    | 7     |
| Шахтёр           | 2011/12          | 27   | 6    | 5     | 1     | 5        | 0        | 1      | 0      | 38    | 7     |
| Шахтёр           | 2012/13          | 27   | 5    | 3     | 0     | 5        | 1        | 1      | 1      | 36    | 7     |
| Шахтёр           | 2013/14          | 27   | 4    | 3     | 1     | 6        | 2        | 1      | 0      | 37    | 7     |
| Шахтёр           | 2014/15          | 20   | 4    | 5     | 0     | 8        | 1        | -      | -      | 33    | 5     |
| Шахтёр           | Итого            | 141  | 29   | 20    | 2     | 38       | 6        | 4      | 1      | 203   | 38    |
| Бавария          | 2015/16          | 27   | 4    | 4     | 1     | 11       | 2        | 1      | 0      | 43    | 7     |
| Бавария          | 2016/17          | 11   | 3    | 0     | 0     | 5        | 1        | 0      | 0      | 16    | 4     |
| Бавария          | Итого            | 38   | 7    | 4     | 1     | 16       | 3        | 1      | 0      | 59    | 11    |
| Ювентус          | 2017/18          | 31   | 4    | 5     | 2     | 10       | 0        | 1      | 0      | 47    | 6     |
| Ювентус          | 2018/19          | 17   | 1    | 2     | 0     | 5        | 0        | 1      | 0      | 25    | 1     |
| Ювентус          | 2019/20          | 23   | 1    | 4     | 1     | 1        | 1        | 1      | 0      | 29    | 3     |
| Ювентус          | Итого            | 71   | 6    | 11    | 3     | 16       | 1        | 3      | 0      | 101   | 10    |
| Всего за карьеру | Всего за карьеру | 289  | 45   | 36    | 7     | 76       | 11       | 15     | 1      | 440   | 76    |

### За сборную
| Матчи и голы Дугласа Косты за сборную Бразилии | Матчи и голы Дугласа Косты за сборную Бразилии | Матчи и голы Дугласа Косты за сборную Бразилии | Матчи и голы Дугласа Косты за сборную Бразилии | Матчи и голы Дугласа Косты за сборную Бразилии | Матчи и голы Дугласа Косты за сборную Бразилии | Матчи и голы Дугласа Косты за сборную Бразилии |
| №                                              | Дата                                           | Город                                          | Оппонент                                       | Счёт                                           | Голы                                           | Соревнование                                   |
| ---------------------------------------------- | ---------------------------------------------- | ---------------------------------------------- | ---------------------------------------------- | ---------------------------------------------- | ---------------------------------------------- | ---------------------------------------------- |
| 1                                              | 12 ноября 2014                                 | Стамбул                                        | Турция                                         | 4:0                                            | —                                              | Товарищеский матч                              |
| 2                                              | 18 ноября 2014                                 | Вена                                           | Австрия                                        | 2:1                                            | —                                              | Товарищеский матч                              |
| 3                                              | 26 марта 2015                                  | Париж                                          | Франция                                        | 3:1                                            | —                                              | Товарищеский матч                              |
| 4                                              | 29 марта 2015                                  | Лондон                                         | Чили                                           | 1:0                                            | —                                              | Товарищеский матч                              |
| 5                                              | 7 июня 2015                                    | Сан-Паулу                                      | Мексика                                        | 2:0                                            | —                                              | Товарищеский матч                              |
| 6                                              | 11 июня 2015                                   | Порту-Алегри                                   | Гондурас                                       | 1:0                                            | —                                              | Товарищеский матч                              |
| 7                                              | 15 июня 2015                                   | Темуко                                         | Перу                                           | 2:1                                            | 1 (2:1)                                        | Кубок Америки 2015                             |
| 8                                              | 18 июня 2015                                   | Сантьяго                                       | Колумбия                                       | 0:1                                            | —                                              | Кубок Америки 2015                             |
| 9                                              | 28 июня 2015                                   | Консепсьон                                     | Парагвай                                       | 1:1 (3:4)                                      | —                                              | Кубок Америки 2015                             |
| 10                                             | 5 сентября 2015                                | Гаррисон                                       | Коста-Рика                                     | 1:0                                            | —                                              | Товарищеский матч                              |
| 11                                             | 9 сентября 2015                                | Фоксборо                                       | США                                            | 4:1                                            | —                                              | Товарищеский матч                              |
| 12                                             | 9 октября 2015                                 | Сантьяго                                       | Чили                                           | 0:2                                            | —                                              | Отборочный турнир ЧМ-2018                      |
| 13                                             | 14 октября 2015                                | Форталеза                                      | Венесуэла                                      | 3:1                                            | —                                              | Отборочный турнир ЧМ-2018                      |
| 14                                             | 14 ноября 2015                                 | Буэнос-Айрес                                   | Аргентина                                      | 1:1                                            | —                                              | Отборочный турнир ЧМ-2018                      |
| 15                                             | 18 ноября 2015                                 | Салвадор                                       | Перу                                           | 3:0                                            | 1 (1:0)                                        | Отборочный турнир ЧМ-2018                      |
| 16                                             | 26 марта 2016                                  | Пернамбуку                                     | Уругвай                                        | 2:2                                            | 1 (1:0)                                        | Отборочный турнир ЧМ-2018                      |
| 17                                             | 30 марта 2016                                  | Асунсьон                                       | Парагвай                                       | 2:2                                            | —                                              | Отборочный турнир ЧМ-2018                      |
| 18                                             | 11 ноября 2016                                 | Белу-Оризонти                                  | Аргентина                                      | 3:0                                            | —                                              | Отборочный турнир ЧМ-2018                      |
| 19                                             | 16 ноября 2016                                 | Лима                                           | Перу                                           | 2:0                                            | —                                              | Отборочный турнир ЧМ-2018                      |
| 20                                             | 9 июня 2017                                    | Мельбурн                                       | Аргентина                                      | 0:1                                            | —                                              | Товарищеский матч                              |
| 21                                             | 13 июня 2017                                   | Мельбурн                                       | Австралия                                      | 4:0                                            | —                                              | Товарищеский матч                              |
| 22                                             | 10 ноября 2017                                 | Лилль                                          | Япония                                         | 3:1                                            | —                                              | Товарищеский матч                              |
| 23                                             | 23 марта 2018                                  | Москва                                         | Россия                                         | 3:0                                            | —                                              | Товарищеский матч                              |
| 24                                             | 27 марта 2018                                  | Берлин                                         | Германия                                       | 1:0                                            | —                                              | Товарищеский матч                              |
| 25                                             | 10 июня 2018                                   | Вена                                           | Австрия                                        | 3:0                                            | —                                              | Товарищеский матч                              |
| 26                                             | 22 июня 2018                                   | Санкт-Петербург                                | Коста-Рика                                     | 2:0                                            | —                                              | Финальный турнир ЧМ-2018                       |
| 27                                             | 6 июля 2018                                    | Казань                                         | Бельгия                                        | 1:2                                            | —                                              | Финальный турнир ЧМ-2018                       |
| 28                                             | 8 сентября 2018                                | Ист-Ратерфорд                                  | США                                            | 2:0                                            | —                                              | Товарищеский матч                              |
| 29                                             | 12 сентября 2018                               | Лендовер                                       | Сальвадор                                      | 5:0                                            | —                                              | Товарищеский матч                              |
| 30                                             | 16 ноября 2018                                 | Лондон                                         | Уругвай                                        | 1:0                                            | —                                              | Товарищеский матч                              |
| 31                                             | 20 ноября 2018                                 | Милтон-Кинс                                    | Камерун                                        | 1:0                                            | —                                              | Товарищеский матч                              |

Итого: 31 матч (22 победы, 4 ничьи и 5 поражений), 3 гола

## Достижения
«Шахтёр»
- Чемпион Украины (5): 2009/10, 2010/11, 2011/12, 2012/13, 2013/14
- Обладатель Кубка Украины (3): 2010/11, 2011/12, 2012/13
- Обладатель Суперкубка Украины (4): 2010, 2012, 2013, 2014

«Бавария»
- Чемпион Германии (3): 2015/16, 2016/17, 2020/21
- Обладатель Кубка Германии: 2015/16
- Обладатель Суперкубка Германии: 2016
- Победитель клубного чемпионата мира по футболу: 2020

«Ювентус»
- Чемпион Италии (3): 2017/18, 2018/19, 2019/20
- Обладатель Кубка Италии: 2017/18
- Обладатель Суперкубка Италии: 2018

Сборная Бразилия (до 20)
- Чемпион Южной Америки: 2009